# Neumarkt an der Ybbs
Neumarkt an der Ybbs település Ausztriában, Alsó-Ausztria tartományban, a Melki járásban. Tengerszint feletti magassága 231 méter, területe 9,32 km².

## Elhelyezkedése
Neumarkt an der Ybbs Sankt Martin-Karlsbach, Ybbs an der Donau, Bergland, Wieselburg-Land, Wolfpassing, Steinakirchen am Forst és Blindenmarkt településekkel határos.

## A település részei
- Kemmelbach
- Neumarkt an der Ybbs
- Waasen
- Winden
- Wolfsberg

## Népesség
| Lakosok száma | 1788 | 1899 | 1919 |
|               | 2005 | 2016 | 2018 |